# Николаевская церковь (Провалье)
Николаевская церковь (церковь Святого Николая, Никольская церковь) — православный храм в хуторе Провалье Области Войска Донского, ныне село одноимённое село в Луганской области Украины.

## История
В 1799 году генерал-майор Павел Дмитриевич Иловайский обратился в Донскую Духовную консисторию за разрешением на строительство в основанном им хуторе каменной однопрестольной церкви во имя святителя Николая Чудотворца. Закладка храма состоялась 5 июня 1804 года, а освящение — в 1807 году. Входил храм в Каменское благочиние Донской Духовной Епархии.
Здание церкви было покрыто листовым железом. Рядом была построена деревянная колокольня на столбах и каменная караулка для сторожей. Все строения были огорожены оградой из природного камня. Для служителей церкви были построены казенные дома: для священника — деревянный, крытый железом; для псаломщика — каменный, крытый соломой. Расстояние от храма до консистории составляло — 90 верст, до благочинного — 40 верст, до уездного города Новочеркасска — 90 верст, до станции Провальской Екатерининской железной дороги — 7 верст. Ближайшие к провальскому храму церкви: хутора Аничкина Гундоровской станицы — в 12 верстах, посёлка Должико-Орловского Таганрогского округа — в 15 верстах, станицы Гундоровской — в 25 верстах, станицы Каменской — в 40 верстах, слободы Криничной — в 25 верстах. Священником Николаевской церкви с 1854 года был Онуфриевский Николай Матвеевич.
В 1903 года в приходе была открыта церковно-приходская одноклассная школа. После Октябрьской революции, в 1924 году, храм был закрыт. В годы советской власти его здание было передано сельскому клуба, который пристроил к церкви свои помещения. Восстановление храма началось после распада СССР, когда в 1994 году жители села подписали прошение о передаче здания клуба православной церкви. В марте этого же года был зарегистрирован устав церкви. Прихожане разобрали постройки вокруг первоначального церковного сооружения и начали в нём вести ремонтные работы: покрыли железной крышей, заменили окна, установили купол и крест, построили караульное помещение для сторожей. Но старое здание требует капитального ремонта. В настоящее время для проведения в храме церковных богослужений назначен настоятель — иерей Василий Николаевич Величко.